# Antoine Apponyi
Pour les articles homonymes, voir Apponyi.
Dans le nom hongrois Apponyi Anton, le nom de famille précède le prénom, mais cet article utilise l’ordre habituel en français Anton Apponyi, où le prénom précède le nom.
Le comte Antoine Apponyi (Anton Apponyi von Nagy-Apponyi), né en 1782 et mort en 1852, est un diplomate autrichien issu d'une famille noble hongroise ; il a notamment été ambassadeur d'Autriche à Paris de 1826 à 1849.

## Biographie

### Débuts
Il est le fils d'Anton Georg von Apponyi (1751-1817), créateur d'une bibliothèque familiale de 50 000 volumes. 
Antoine étudie la littérature hongroise, puis se consacre à des activités diverses, avant d'entrer dans la diplomatie de l'empire d'Autriche qu'il représente comme légat (Gesandter) à Karlsruhe (Grand-duché de Bade), Florence (duché de Toscane) et Rome (États pontificaux).
En 1808, il épouse une Italienne de Vérone, Marie Thérèse de Nogarola.
En 1826, il est nommé ambassadeur (Botschafter) à Paris.

### Paris
L'ambassade d'Autriche, d'abord sise à l'hôtel de Monaco (parfois appelé à l'époque hôtel d'Eckmühl), 107 rue Saint-Dominique,, puis à partir de 1838, à l'hôtel du Châtelet, 121 rue de Grenelle-Saint-Germain.
Sous la monarchie de Juillet, le comte et la comtesse Apponyi reçoivent fastueusement dans les salons de l'ambassade. La comtesse Apponyi, surnommée « la divine Thérèse », est l'une des hôtesses les plus en vue à Paris. Chopin fréquente son salon dans les années 1833-1835 ; elle est d'ailleurs la dédicataire de ses Nocturnes, op. 27 (no 1 et no 2).

## Distinctions
Le comte Apponyi est fait chevalier de l'ordre de la Toison d'or.